# July Talk
July Talk és una formació canadenca de música blues/rock alternatiu format el 2012 a Toronto. La formació està formada pels cantants Peter Dreimanis i Leah Fay, el guitarrista Ian Docherty, el baixista Josh Warburton i el bateria Danny Miles. La formació va posar en venda el seu primer debut en Sleepless Records (anteriorment White Girl Records) el 16 d'octubre de 2012.

## Orígens
Després de tornar d'una gira europea amb la seva formació, Peter Dreimanis va conèixer Leah Fay en un bar (The Communist's Daughter) a Toronto, i després d'això van decidir formar July Talk, juntament amb Ian Docherty, Josh Warburton, Eamon McGrath (ex-membre), i Danny Miles. L'estil de música de July Talk és una barreja de rock alternatiu i indie rock. L'estil de música de July Talk's style és una barreja de rock alternatiu i indi rock.
En 2013, després de posar a la venda el seu primer àlbum, van anar de gira junt amb Billy Talent, Matt Mays, Arkells, Sam Roberts, The Besnard Lakes, Weezer, Matthew Good Band i Tegan and Sara. A l'estiu de 2013 van començar a treballar en un àlbum d'estudi. En 2014, July Talk va ser nominada al premi Breakthrough Group of the Year en els 2014 Juno Awards a Canadà. Durant l'actuació en directe van atorgar el premi Group of the Year als artistes canadencs Tegan and Sara, junt amb el cantant de rap canadenc Shad. A l'estiu de 2014 van actuar a múltiples festivals, fins i tot al Lachie Music and Arts Festival, al Toronto Urban Roots Festival, al Festival d'été de Québec, Osheaga, al Squamish Valley Music Festival i al Rock The Park London. A la tardor de 2014 van publicar les dates de la gira per tot Canadà i els Estats Units, en suport de The Rural Alberta Advantage, i tenen previstes més dates per tot Amèrica del Nord i Europa.
Quan Leah Fay va actuar a la pel·lícula Diamond Tongues de 2015 va rebre una nominació Canadian Screen Award a la millor actriu als quarts Canadian Screen Awards el 2016.

## July Talk
July Talk és el primer àlbum posat a la venda per July Talk. Es va llançar per primera vegada el 15 d'octubre de 2012 en Sleepless Records.
Llista de cançons
| Núm. | Títol                    | Durada |
| ---- | ------------------------ | ------ |
| 1.   | «The Garden»             | 2:47   |
| 2.   | «Guns + Ammunition»      | 3:04   |
| 3.   | «Paper Girl»             | 3:20   |
| 4.   | «Brother»                | 4:07   |
| 5.   | «Someone»                | 2:15   |
| 6.   | «Having You Around»      | 3:21   |
| 7.   | «Headsick»               | 2:51   |
| 8.   | «Summer Dress»           | 3:00   |
| 9.   | «My Neck»                | 3:01   |
| 10.  | «Let Her Know»           | 3:23   |
| 11.  | «Don't Call Home»        | 3:55   |
| 12.  | «Black Lace»             | 2:45   |
| 13.  | «The Come Down Champion» | 2:59   |
| 14.  | «I've Rationed Well»     | 2:16   |

Deluxe Edition (2014)
| Núm. | Títol           | Durada |
| ---- | --------------- | ------ |
| 15.  | «Gentleman»     | 3:20   |
| 16.  | «Blood + Honey» | 2:56   |
| 17.  | «Uninvited»     | 2:47   |

## Touch
Touch és el segon àlbum llançat per July Talk. Està previst que el posen a la venda el 9 de setembre de 2016 a Sleepless Records.
Llista de cançons
| Núm. | Títol            | Durada |
| ---- | ---------------- | ------ |
| 1.   | «Picturing Love» |        |
| 2.   | «Beck + Call»    |        |
| 3.   | «Strange Habit»  |        |
| 4.   | «Now I Know»     |        |
| 5.   | «Johnny + Mary»  |        |
| 6.   | «Push + Pull»    | 2:52   |
| 7.   | «Lola + Joseph»  |        |
| 8.   | «So Sorry»       |        |
| 9.   | «Jesus Said So»  |        |
| 10.  | «Touch»          |        |

## Singles
| Any  | Títol               | Posicions al rànquing | Àlbum     |
| Any  | Títol               | CAN Rock              | Àlbum     |
| ---- | ------------------- | --------------------- | --------- |
| 2012 | "Paper Girl"        | ×                     | July Talk |
| 2012 | "Let Her Know"      | ×                     | July Talk |
| 2013 | "Guns & Ammunition" | 8                     | July Talk |
| 2014 | "Headsick"          | 24                    | July Talk |
| 2014 | "Summer Dress"      | 34                    | July Talk |
| 2015 | "The Garden"        | 28                    | July Talk |
| 2016 | "Push + Pull"       | 4                     | Touch     |